# Гусяк Дарія Юріївна

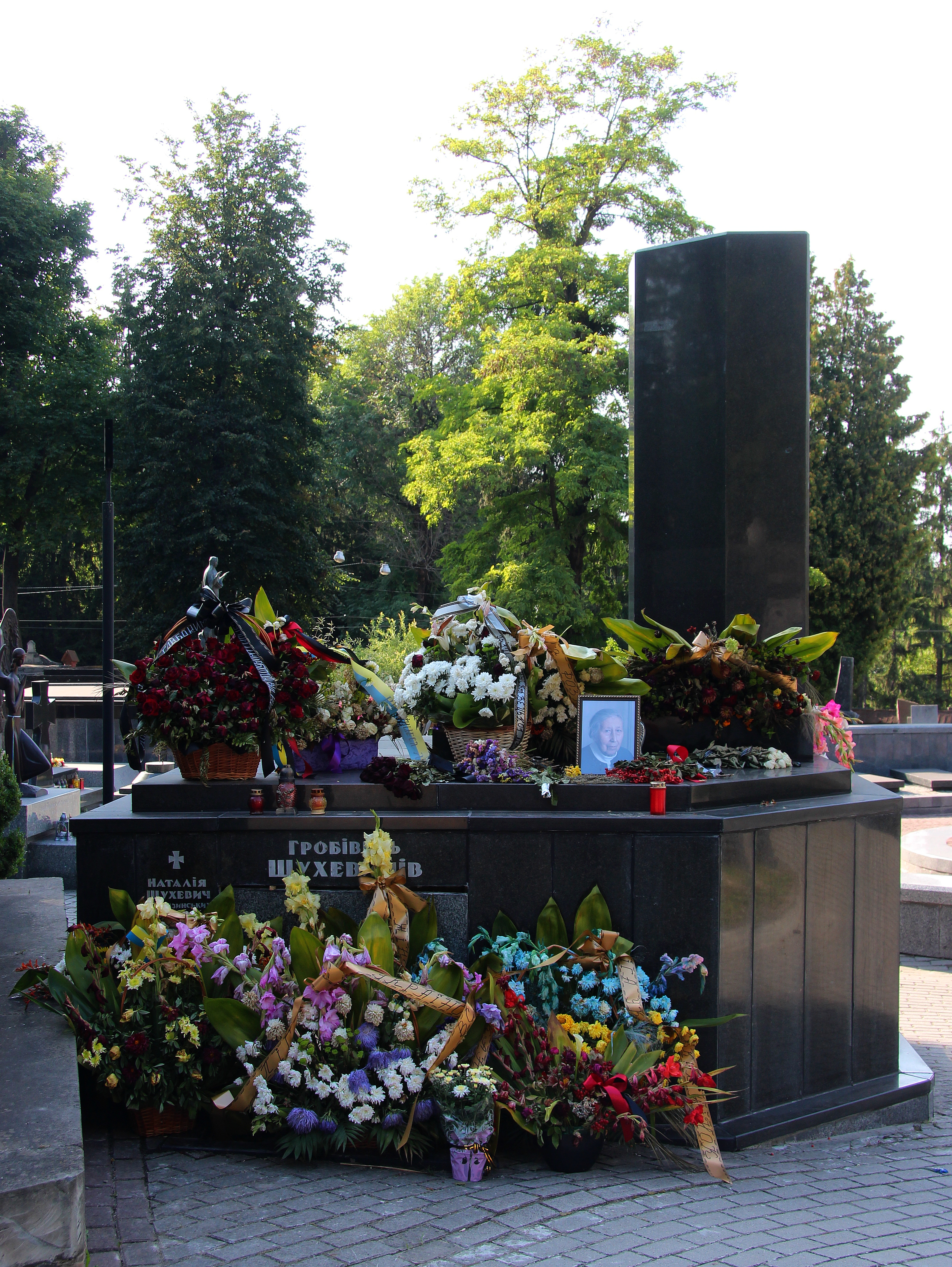
Початкове місце поховання Дарії Гусяк — гробівець родини Шухевичів на 67 полі Личаківського цвинтаря

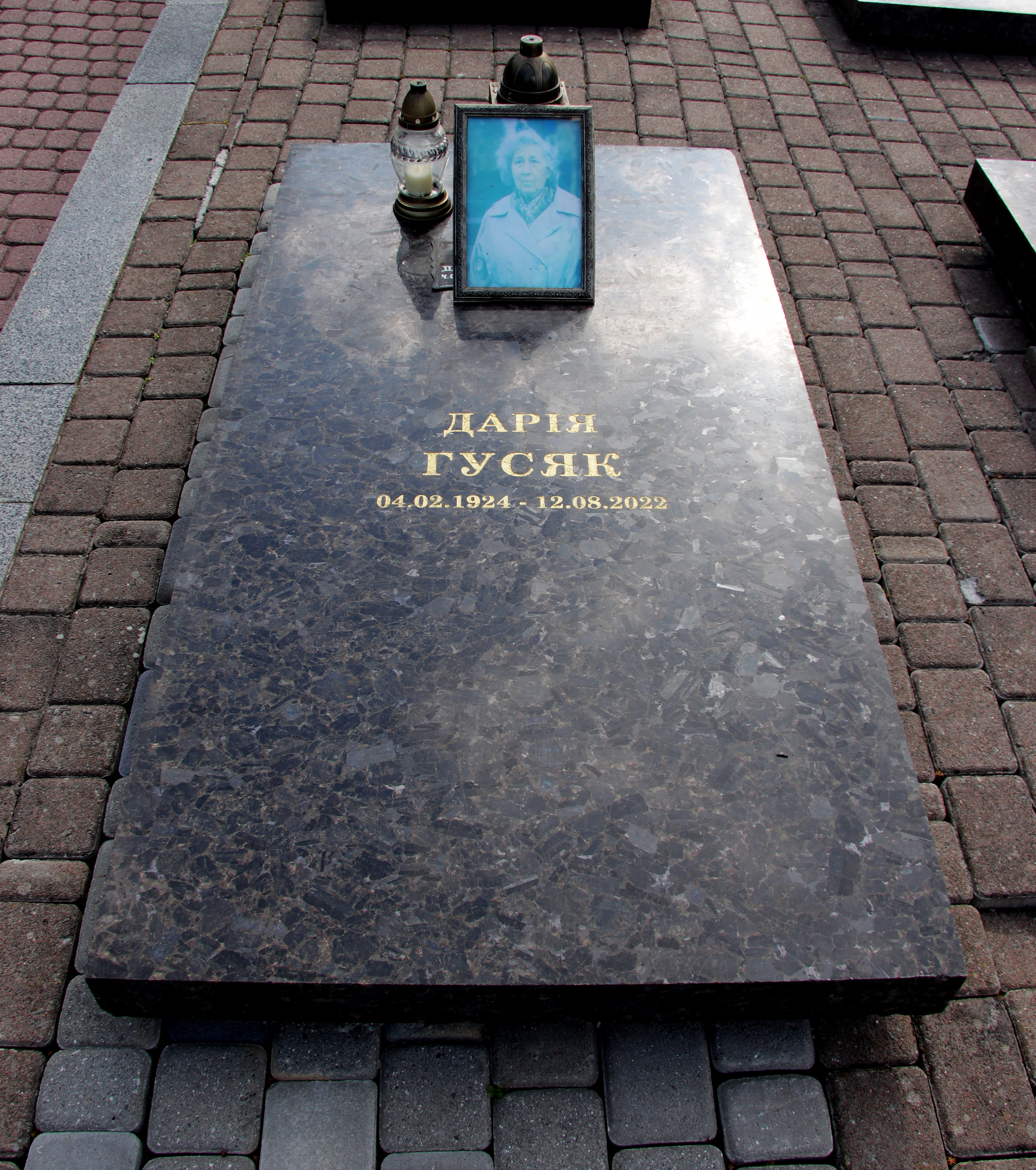
Могила Дарії Гусяк на полі 67 (Поле почесних поховань) Личаківського цвинтаря

Да́рія Ю́ріївна Гуся́к псевдо: «Дарка», «Нуся», (4 лютого 1924 , Трускавець, Львівське воєводство  — 12 серпня 2022 , Львів ) — зв'язкова Головнокомандувача Української повстанської армії, генерала-хорунжого Романа Шухевича, активістка Організації українських націоналістів, кавалер ордена княгині Ольги III ступеня.

## Біографія
Народилася 4 лютого 1924 року в Трускавці Дрогобицького повіту Львівського воєводства Польщі (нині Дрогобицький район Львівської області України) у національно свідомій родині Юрія та Марії Гусяків. Дід Олекса був січовим стрільцем, а згодом багато років війтом Трускавця. Близькими родичами мами були знамениті діячі ОУН Дмитро Данилишин та Василь Білас.
Закінчила українську народну школу в Трускавці. Від 1939 року мала тісні контакти з членами підпільної ОУН та виконувала доручення організації. Батька в 1940 році заарештували органи НКВС, його подальша доля невідома. У 1943 році закінчила торговельну гімназію в Дрогобичі. Через загрозу арешту з боку НКВС Дарія разом із матір'ю перейшла на нелегальне становище.
У 1946 році разом із підпільницями Ольгою Ільків та Мартою Пашківською поїхала в Стрий, де познайомилася з Катериною Зарицькою, від якої одержує завдання та інструкції для організації хати-криївки. Діставши документи переселенців з Польщі, Дарія Гусяк з мамою і Мартою Пашківською організовує таку хату в селі Грімне Городоцького району. У тій хаті перебував три тижні взимку 1947 року головний командир УПА Роман Шухевич. З цього часу стала зв'язковою генерала Романа Шухевича. На Великдень 1948 року в лісі, при великій кількості повстанців була прийнята у члени ОУН, присягу приймав Роман Шухевич.
1950 року заарештована і з 2 березня 1950 року утримувалась радянськими спецслужбами в тюрмі «на Лонцького», у Львові. Після року перебування в тюрмі перевезена до Києва для продовження слідства. Рішенням комісії Особливої наради при МДБ СРСР засуджена за ст. 54.1а КК УРСР («зрада Батьківщини») на 25 років тюремного ув'язнення, яке відбувала у в'язницях Верхньоуральська та Володимира. Згодом відправлена в с. Барашево (Мордовія).
У березні 1975 року звільнена, дозволу на повернення на батьківщину не отримала. Поселилась у Волочиську на Хмельниччині, у подруги по боротьбі Катерини Зарицької. Разом працювали до пенсії у кравецькій майстерні. Шиттям заробляли собі на життя, висилали посилки ув'язненим шістдесятникам.
У 1995 р. переїхала в однокімнатну квартиру у Львові, яку їй надала місцева влада.
Займала активну громадянську позицію, виступала в пресі. Стала членом Проводу Конгресу українських націоналістів. За порадою Слави Стецько, створила громадську жіночу організацію — Всеукраїнську лігу українських жінок та стала її головою, об'їздила всю Україну, створила осередки ВЛУЖ у 22 областях. Як голова ВЛУЖ була співзасновником Національної ради жінок України, представляла цю організацію на міжнародних з'їздах і конференціях.
Після смерті Ольги Ільків 6 грудня 2021 року залишалась останньою живою зв'язковою Романа Шухевича.
Померла 12 серпня 2022 року в 98-річному віці у Львові.
Поховали її 15 серпня 2022 року в гробівці родини Шухевичів на 67 полі Личаківського цвинтаря.
10 грудня 2022 року врочисто перепохована в окрему могилу на полі 67 (Поле почесних поховань) Личаківського цвинтаря.

## Нагороди
- Нагороджена президентом України у 2008 році Орденом княгині Ольги III ступеня.
- «Орденом Лева» від міста Львова, 2010 рік[4].
- Указом Президента України № 336/2016 від 19 серпня 2016 року нагороджена ювілейною медаллю «25 років незалежності України»[5].

## Вшанування пам'яті

### У кінематографі
Частково історія Дарії Гусяк розповідається у фільмі «Нескорений». Роль Дарії Гусяк зіграла Ірма Вітовська.

### Назви вулиць
- У квітні 2024 року у місті Конотоп з'явилася вулиця Дарії Гусяк.
- 18 липня 2024 року вулицю Таманську у Львові перейменована на вулицю Дарії Гусяк[6].